# مطار ديار بكر
مطار ديار بكر (بالتركية: Diyarbakır Havalimanı) هو قاعدة جوية عسكرية ومطار عام يقع في ديار بكر، تركيا.

## شركات الطيران
| شركـات طيـران         | الوجهات |
| --------------------- | --- |
| الأناضول جت           | مطار إيسنبوغا الدولي، Bursa، مطار أربيل الدولي، مطار صبيحة كوكجن الدولي                                                                                             |
| Corendon Airlines     | موسمي: مطار هانوفر لانغنهاغن |
| خطوط بيغاسوس          | مطار إيسنبوغا الدولي، مطار إرجان الدولي، مطار صبيحة كوكجن الدولي، مطار عدنان مندريس                                                                                 |
| صن إكسبريس            | مطار أنطاليا، مطار عدنان مندريس موسمي: مطار دوسلدورف الدولي، مطار فرانكفورت، مطار هانوفر لانغنهاغن، مطار شتوتغارت الدولي، مطار فيينا الدولي (تبدأ في 29 يونيو 2023) |
| الخطوط الجوية التركية | مطار إسطنبول الدولي موسمي: مطار دوسلدورف الدولي |